# Deb (format de fișiere)
deb este un format, precum și extensia formatului pachetului program pentru distribuția Linux Debian și derivatele sale.